# Rally Safari de 2021
El Rally Safari de 2021, oficialmente Safari Rally Kenya, fue la sexagésimo octava edición y la sexta ronda de la temporada 2021 del Campeonato Mundial de Rally. Se celebró del 23 al 27 de junio y contó con un itinerario de dieciocho tramos sobre tierra que sumaron un total de 320,19 km cronometrados. Esta prueba fue también la sexta ronda de los campeonatos WRC2 y WRC3.
Esta edición fue el retorno del Rally Safari al calendario del Campeonato Mundial de Rally después de 19 años de la última edición disputada en 2002. Además esta prueba marcó un hito, ya que el polaco Sobiesław Zasada con 91 años y cinco meses tomó la partida y se convirtió en piloto más veterano en participar en un rally válido por el campeonato mundial, superando el anterior registro dejado por el noruego Leif Vold-Johansen quien disputó el Rally de Montecarlo de 1994 con 82 años, cero meses y 3 días.

## Lista de inscritos
- El M-Sport Ford WRT y el Toksport WRT a pesar de estar inscritos se bajaron del rally debido a los problemas acarreados de llevar muchas personas y luego tener que hacer cuarentena en el Reino Unido para el caso del equipo británico y en el caso del equipo alemán a los daños sufridos en ambos Škoda Fabia Rally2 Evo en el Rally de Cerdeña.[5]

| Num.                     | Piloto                  | Copiloto               | Automóvil              | Equipo                  | Neumático |
| ------------------------ | ----------------------- | ---------------------- | ---------------------- | ----------------------- | --------- |
| 1                        | Sébastien Ogier         | Julien Ingrassia       | Toyota Yaris WRC       | Toyota Gazoo Racing WRT | P         |
| 2                        | Oliver Solberg          | Aaron Johnston         | Hyundai i20 Coupe WRC  | Hyundai 2C Competition  | P         |
| 6                        | Dani Sordo              | Borja Rozada           | Hyundai i20 Coupe WRC  | Hyundai Shell Mobis WRT | P         |
| 8                        | Ott Tänak               | Martin Järveoja        | Hyundai i20 Coupe WRC  | Hyundai Shell Mobis WRT | P         |
| 11                       | Thierry Neuville        | Martijn Wydaeghe       | Hyundai i20 Coupe WRC  | Hyundai Shell Mobis WRT | P         |
| 16                       | Adrien Fourmaux         | Renaud Jamoul          | Ford Fiesta WRC        | M-Sport Ford WRT        | P         |
| 18                       | Takamoto Katsuta        | Daniel Barritt         | Toyota Yaris WRC       | Toyota Gazoo Racing WRT | P         |
| 33                       | Elfyn Evans             | Scott Martin           | Toyota Yaris WRC       | Toyota Gazoo Racing WRT | P         |
| 37                       | Lorenzo Bertelli        | Simone Scattolin       | Ford Fiesta WRC        | M-Sport Ford WRT        | P         |
| 44                       | Gus Greensmith          | Chris Patterson        | Ford Fiesta WRC        | M-Sport Ford WRT        | P         |
| 69                       | Kalle Rovanperä         | Jonne Halttunen        | Toyota Yaris WRC       | Toyota Gazoo Racing WRT | P         |
| 20                       | Andreas Mikkelsen       | Ola Fløene             | Škoda Fabia Rally2 Evo | Toksport WRT            | P         |
| 21                       | Marco Bulacia Wilkinson | Marcelo Der Ohannesian | Škoda Fabia Rally2 Evo | Toksport WRT            | P         |
| 22                       | Teemu Suninen           | Mikko Markkula         | Ford Fiesta Rally2     | M-Sport Ford WRT        | P         |
| 23                       | Martin Prokop           | Viktor Chytka          | Ford Fiesta Rally2     | M-Sport Ford WRT        | P         |
| 24                       | Onkar Rai               | Drew Sturrock          | Volkswagen Polo GTI R5 | Onkar Rai               | P         |
| 25                       | Carl Tundo              | Tim Jessop             | Volkswagen Polo GTI R5 | Carl Tundo              | P         |
| 26                       | Tejveer Rai             | Gareth Dawe            | Volkswagen Polo GTI R5 | Tejveer Rai             | P         |
| 27                       | Karan Patel             | Tauseef Khan           | Ford Fiesta R5         | Karan Patel             | P         |
| 28                       | Aakif Virani            | Azhar Bhatti           | Škoda Fabia R5         | Aakif Virani            | P         |
| 29                       | Daniel Chwist           | Kamil Heller           | Ford Fiesta Rally2     | Daniel Chwist           | P         |
| 36                       | Sobiesław Zasada        | Tomasz Borysławski     | Ford Fiesta Rally3     | M-Sport Poland          | P         |
| Fuente: ewrc-results.com |                         |                        |                        |                         |           |

## Itinerario
| Día                      | Tramo | Nombre                      | Distancia | Ganador de la etapa              | Automóvil             | Tiempo  | Líder de la general |
| ------------------------ | ----- | --------------------------- | --------- | -------------------------------- | --------------------- | ------- | ------------------- |
| Día 1 (23 de junio)      | —     | Loldia (Shakedown)          | 5.40 km   | Sébastien Ogier                  | Toyota Yaris WRC      | 3:42.6  | —                   |
| Día 2 (24 de junio)      | SS1   | Super Special Kasarani      | 4.84 km   | Sébastien Ogier                  | Toyota Yaris WRC      | 3:21.5  | Sébastien Ogier     |
| Día 3 (25 de junio)      | SS2   | Chui Lodge 1                | 13.34 km  | Thierry Neuville                 | Hyundai i20 Coupe WRC | 9:47.7  | Thierry Neuville    |
| Día 3 (25 de junio)      | SS3   | Kedong 1                    | 32.68 km  | Thierry Neuville                 | Hyundai i20 Coupe WRC | 16:52.3 | Thierry Neuville    |
| Día 3 (25 de junio)      | SS4   | Oserian 1                   | 18.87 km  | Kalle Rovanperä                  | Toyota Yaris WRC      | 12:39.3 | Thierry Neuville    |
| Día 3 (25 de junio)      | SS5   | Chui Lodge 2                | 13.34 km  | Kalle Rovanperä                  | Toyota Yaris WRC      | 9:59.9  | Kalle Rovanperä     |
| Día 3 (25 de junio)      | SS6   | Kedong 2                    | 32.68 km  | Thierry Neuville                 | Hyundai i20 Coupe WRC | 16:52.1 | Thierry Neuville    |
| Día 3 (25 de junio)      | SS7   | Oserian 2                   | 18.87 km  | Sébastien Ogier Takamoto Katsuta | Toyota Yaris WRC      | 12:52.1 | Thierry Neuville    |
| Día 4 (26 de junio)      | SS8   | Elmenteita 1                | 14.67 km  | Thierry Neuville                 | Hyundai i20 Coupe WRC | 9:01.4  | Thierry Neuville    |
| Día 4 (26 de junio)      | SS9   | Soysambu 1                  | 20.33 km  | Sébastien Ogier                  | Toyota Yaris WRC      | 14:11.9 | Thierry Neuville    |
| Día 4 (26 de junio)      | SS10  | Sleeping Warrior 1          | 31.04 km  | Sébastien Ogier                  | Toyota Yaris WRC      | 17:26.6 | Thierry Neuville    |
| Día 4 (26 de junio)      | SS11  | Elmenteita 2                | 14.67 km  | Sébastien Ogier                  | Toyota Yaris WRC      | 8:47.5  | Thierry Neuville    |
| Día 4 (26 de junio)      | SS12  | Soysambu 2                  | 20.33 km  | Ott Tänak                        | Hyundai i20 Coupe WRC | 13:52.7 | Thierry Neuville    |
| Día 4 (26 de junio)      | SS13  | Sleeping Warrior 2          | 31.04 km  | Dani Sordo                       | Hyundai i20 Coupe WRC | 17:25.0 | Thierry Neuville    |
| Día 5 (27 de junio)      | SS14  | Loldia 1                    | 11.33 km  | Sébastien Ogier                  | Toyota Yaris WRC      | 7:37.1  | Thierry Neuville    |
| Día 5 (27 de junio)      | SS15  | Hell's Gate 1               | 10.56 km  | Elfyn Evans                      | Toyota Yaris WRC      | 3:14.3  | Takamoto Katsuta    |
| Día 5 (27 de junio)      | SS16  | Malewa                      | 9.71 km   | Adrien Fourmaux                  | Ford Fiesta WRC       | 7:01.1  | Sébastien Ogier     |
| Día 5 (27 de junio)      | SS17  | Loldia 2                    | 11.33 km  | Sébastien Ogier                  | Toyota Yaris WRC      | 7:35.0  | Sébastien Ogier     |
| Día 5 (27 de junio)      | SS18  | Hell's Gate 2 (Power Stage) | 10.56 km  | Ott Tänak                        | Hyundai i20 Coupe WRC | 6:06.4  | Sébastien Ogier     |
| Fuente: ewrc-results.com |       |                             |           |                                  |                       |         |                     |

### Power stage
El power stage fue una etapa de 10.56 km al final del rally. Se otorgaron puntos adicionales del Campeonato Mundial a los cinco más rápidos.
| Pos. | Piloto          | Copiloto         | Coche                 | Equipo                  | Tiempo | Puntos |
| ---- | --------------- | ---------------- | --------------------- | ----------------------- | ------ | ------ |
| 1    | Ott Tänak       | Martin Järveoja  | Hyundai i20 Coupe WRC | Hyundai Shell Mobis WRT | 6:06.4 | 5      |
| 2    | Kalle Rovanperä | Jonne Halttunen  | Toyota Yaris WRC      | Toyota Gazoo Racing WRT | +0.7   | 4      |
| 3    | Elfyn Evans     | Scott Martin     | Toyota Yaris WRC      | Toyota Gazoo Racing WRT | +1.9   | 3      |
| 4    | Sébastien Ogier | Julien Ingrassia | Toyota Yaris WRC      | Toyota Gazoo Racing WRT | +8.5   | 2      |
| 5    | Dani Sordo      | Borja Rozada     | Hyundai i20 Coupe WRC | Hyundai Shell Mobis WRT | +11.1  | 1      |

## Clasificación final
| World Rally Championship   | World Rally Championship | World Rally Championship | World Rally Championship | World Rally Championship | World Rally Championship | World Rally Championship | World Rally Championship |
| Pos.                       | Piloto                   | Copiloto                 | Automóvil                | Equipo                   | Neumático                | Tiempo                   | Puntos                   |
| -------------------------- | ------------------------ | ------------------------ | ------------------------ | ------------------------ | ------------------------ | ------------------------ | ------------------------ |
| 1                          | Sébastien Ogier          | Julien Ingrassia         | Toyota Yaris WRC         | Toyota Gazoo Racing WRT  | P                        | 3:18:11.3                | 25                       |
| 2                          | Takamoto Katsuta         | Daniel Barritt           | Toyota Yaris WRC         | Toyota Gazoo Racing WRT  | P                        | +21.8                    | 18                       |
| 3                          | Ott Tänak                | Martin Järveoja          | Hyundai i20 Coupe WRC    | Hyundai Shell Mobis WRT  | P                        | +1:09.5                  | 15                       |
| 4                          | Gus Greensmith           | Chris Patterson          | Ford Fiesta WRC          | M-Sport Ford WRT         | P                        | +1:54.6                  | 12                       |
| 5                          | Adrien Fourmaux          | Renaud Jamoul            | Ford Fiesta WRC          | M-Sport Ford WRT         | P                        | +1:54.7                  | 10                       |
| 6                          | Kalle Rovanperä          | Jonne Halttunen          | Toyota Yaris WRC         | Toyota Gazoo Racing WRT  | P                        | +10:53.4                 | 8                        |
| 7                          | Onkar Rai                | Drew Sturrock            | Volkswagen Polo GTI R5   | Onkar Rai                | P                        | +29:26.4                 | 6                        |
| 8                          | Karan Patel              | Tauseef Khan             | Ford Fiesta R5           | Karan Patel              | P                        | +33:30.4                 | 4                        |
| 9                          | Carl Tundo               | Tim Jessop               | Volkswagen Polo GTI R5   | Carl Tundo               | P                        | +36:40.7                 | 2                        |
| 10                         | Elfyn Evans              | Scott Martin             | Toyota Yaris WRC         | Toyota Gazoo Racing WRT  | P                        | +49:22.7                 | 1                        |
| World Rally Championship 3 |                          |                          |                          |                          |                          |                          |                          |
| 1 (7.)                     | Onkar Rai                | Drew Sturrock            | Volkswagen Polo GTI R5   | Onkar Rai                | P                        | 3:47:37.7                | 25                       |
| 2 (8.)                     | Karan Patel              | Tauseef Khan             | Ford Fiesta R5           | Karan Patel              | P                        | +4:04.0                  | 18                       |
| 3 (9.)                     | Carl Tundo               | Tim Jessop               | Volkswagen Polo GTI R5   | Carl Tundo               | P                        | +7:14.3                  | 15                       |
| 4 (17.)                    | Daniel Chwist            | Kamil Heller             | Ford Fiesta Rally2       | Daniel Chwist            | P                        | +49:42.7                 | 12                       |
| 5 (22.)                    | Aakif Virani             | Azhar Bhatti             | Škoda Fabia R5           | Aakif Virani             | P                        | +1:24:39.9               | 10                       |
| Fuente: ewrc-results.com   |                          |                          |                          |                          |                          |                          |                          |

## Clasificaciones tras el rally
| Posición | Piloto           | Puntos | Cambios de posición |
| -------- | ---------------- | ------ | ------------------- |
| 1        | Sébastien Ogier  | 133    | Sin cambios         |
| 2        | Elfyn Evans      | 99     | Sin cambios         |
| 3        | Thierry Neuville | 77     | Sin cambios         |
| 4        | Ott Tänak        | 69     | Sin cambios         |
| 5        | Takamoto Katsuta | 66     | Sin cambios         |

| Posición | Equipo                  | Puntos | Cambios de posición |
| -------- | ----------------------- | ------ | ------------------- |
| 1        | Toyota Gazoo Racing WRT | 273    | Sin cambios         |
| 2        | Hyundai Shell Mobis WRT | 214    | Sin cambios         |
| 3        | M-Sport Ford WRT        | 109    | Sin cambios         |
| 4        | Hyundai 2C Competition  | 28     | Sin cambios         |